# Rubens Saraceni
Rubens Saraceni (1951 – 9 de março de 2015) foi um sacerdote umbandista, escritor e médium brasileiro. É considerado um dos autores mais prolíficos e influentes da literatura umbandista contemporânea. Fundador do Colégio de Umbanda Sagrada Pai Benedito de Aruanda e idealizador da Teologia de Umbanda Sagrada, também se destacou pela criação da chamada Magia Divina.

## Biografia
Nascido em Osvaldo Cruz, no interior de São Paulo, Saraceni cresceu em ambiente rural. Desde cedo, teve contato com práticas populares de cura e benzimento, ensinadas por sua mãe e avó. Mudou-se para São Paulo em 1963, onde teve o primeiro contato com a Umbanda ao lado de sua casa, em Vila Matilde.
Passou por diversas experiências mediúnicas em centros de Umbanda e espiritismo, até consolidar-se como sacerdote. Em 1983, iniciou os trabalhos mediúnicos em sua residência, que mais tarde originariam a Tenda de Umbanda Ogum Beira Mar e Pai João da Mina. Sob orientação espiritual, tornou-se discípulo de Pai Ronaldo Linares e filiou-se à FUGABC.
Começou a psicografar em 1990 e, ao longo dos anos, publicou dezenas de livros, divididos entre romances, doutrinas e obras de magia. Em 1996, iniciou o curso de Teologia de Umbanda Sagrada em sua garagem, unindo prática e teoria com base em ensinamentos espirituais.
Seu mentor, o Mestre Seiman Hamiser-yê, revelou-lhe os fundamentos da Magia Divina, que ele começou a ensinar e sistematizar no plano material. A partir de 1999, iniciou alunos nas práticas da Magia Divina, começando pela Magia do Fogo e expandindo para outros graus como Pedras, Ervas, Anjos, Símbolos e Elementais.
Ao lado da esposa Alzira e das filhas Grazieka e Stela, coordenou trabalhos espirituais com mais de 500 médiuns, atendendo semanalmente cerca de 1.500 consulentes. Também manteve o programa "Magia da Vida" na Rádio Mundial.
Faleceu em 9 de março de 2015, aos 63 anos, vítima de enfisema pulmonar. Deixou três filhos, sua esposa e uma legião de seguidores. É lembrado por seu pioneirismo na sistematização da Umbanda como religião com corpo doutrinário próprio.

## Legado
Rubens Saraceni é reconhecido por:
- Sistematizar os estudos teológicos da Umbanda, com forte base mediúnica e simbólica.
- Criar o conceito e prática da Magia Divina, com múltiplos graus e fundamentos.
- Psicografar mais de 60 livros entre romances iniciáticos, tratados mágicos e doutrinários.
- Fundar instituições como o Colégio de Umbanda Sagrada Pai Benedito de Aruanda e a AUEESP (Associação Umbandista e Espiritualista do Estado de São Paulo).
- Influenciar centenas de templos e milhares de médiuns por meio de sua obra e formação.

## Obras principais
Algumas de suas publicações mais conhecidas incluem:

### Doutrina e Teologia
- Doutrina e Teologia de Umbanda Sagrada
- Código de Umbanda
- Tratado Geral de Umbanda
- Manual Doutrinário, Ritualístico e Comportamental Umbandista
- As Sete Linhas de Umbanda
- Formulário de Consagrações Umbandistas

### Romances espiritualistas
- O Guardião da Meia-Noite
- O Cavaleiro da Estrela Guia
- Hash-Meir – O Guardião dos Sete Portais
- Guardião das Sete Encruzilhadas
- Guardião da Pedra de Fogo
- Diálogo com um Executor
- O Protetor da Vida
- A Longa Capa Negra

### Magia Divina
- A Magia Divina das Sete Pedras Sagradas
- A Magia Divina das Velas
- A Magia Divina dos Elementais
- O Código da Escrita Mágica Simbólica
- Tratado de Escrita Mágica Sagrada
- Iniciação à Escrita Mágica Divina

### Outros títulos notáveis
- Orixás – Teogonia de Umbanda
- Orixá Exu – Fundamentação do Mistério Exu na Umbanda
- Os Arquétipos da Umbanda
- Os Templos de Cristais – A Era dos Grandes Magos